# Накаока Маїко
Накаока Маїко (яп. 中岡 麻衣子; нар. 15 лютого 1985, Амагасакі, Хіого, Японія) — японська футболістка, півзахисниця, виступала в збірній Японії.

## Клубна кар'єра
Накаока народилася 15 лютого 1985 року в місті Амагасакі. У 1997 році, у віці 12 років, дебютувала у чемпіонаті Японії. На період навчання у ВУЗі призипунила футбольну кар'єру. Після завершення навчання у 2003 році приєдналася до «Такасакі Перула». У 2008 році ця команда через фінансові проблеми припинила своє існування. А Маїко перейшла до «Сперанца Такасукі». У 2012 році перейшла до «Альбірекс Нігати», проте по завершенні сезону закінчила футбольну кар'єру.

## Кар'єра в збірній
21 травня 2005 року дебютувала у футболці національної збірної Японії в поєдинку проти Нової Зеландії. У 2006 році виступала на Кубку Азії та Азійських іграх. З 2005 по 2007 рік зіграла у футболці збірної зіграла 14 матчів.

## Досягнення
- Чемпіонат Японії
  -  Чемпіон (1): 2003

## Статистика виступів у збірній
| жіноча національна збірна Японії | жіноча національна збірна Японії | жіноча національна збірна Японії |
| Рік                              | Матчі                            | Голи                             |
| -------------------------------- | -------------------------------- | -------------------------------- |
| 2005                             | 3                                | 0                                |
| 2006                             | 10                               | 0                                |
| 2007                             | 1                                | 0                                |
| Загалом                          | 14                               | 0                                |